# Tears Selection
『Tears Selection』（ティアーズ・セレクション）は、日本のロックバンド・Do As Infinityが2020年3月4日にavex traxから発売した5枚目の配信限定アルバムである。

## 内容
前作『Do As Infinity』から約6ヶ月ぶり、配信限定アルバムとしては前作『Do The B-side 2』から約1年ぶりの作品。
結成及びメジャーデビュー20周年を記念して制作され、既発作品から「涙する楽曲」をテーマに選曲されたセレクションアルバムとなっている。

## 収録曲
1. はじまりの場所
11thアルバムの収録曲。
2. タダイマ
3rdアルバムの収録曲。
3. 柊
17thシングルの表題曲。
4. 永遠
6thシングルのカップリング曲。
5. mellow amber
15thシングルのカップリング曲。
6. 菜ノ花畑
6thアルバムの収録曲。
7. TAO
20thシングルの表題曲。
8. 遠雷
3rdアルバムの収録曲。
9. 轍-WADACHI-
4thアルバムの収録曲。
10. Yesterday & Today
4thシングルの表題曲。
11. Hand in Hand
8thアルバムの収録曲。
12. ブランコ
5thアルバムの収録曲。
13. Ever…
6thアルバムの収録曲。
14. 唯一の真実
29thシングルのカップリング曲。
15. Field of dreams
5thアルバムの収録曲。
16. ナイター
7thアルバムの収録曲。
17. 僕たちの10th Anniversary
4th配信限定アルバムの収録曲。